# Kobieta z wachlarzem (obraz Amedeo Modiglianiego)
Kobieta z wachlarzem (fr. La Femme à l’éventail) – obraz olejny namalowany w 1919 w Paryżu przez włoskiego malarza Amedeo Modiglianiego.
Artysta namalował obraz w 1919 roku w Paryżu. Pozowała Polka Ludwika (Lunia) Czechowska. W ciągu dwuletniej znajomości Modigliani stworzył kilkanaście portretów przyjaciółki. Na portrecie z wachlarzem kobieta przedstawiona została w żółtej sukni na tle wiśniowej ściany. Modelka trzyma wachlarz na wysokości klatki piersiowej. Jest to portret trzy czwarte. Obraz skradziono 20 maja 2010 roku z Muzeum Sztuki Współczesnej mającego swoją siedzibę w 16. dzielnicy Paryża. Chociaż schwytano włamywacza, do dzisiaj płótno nie zostało odzyskane. Jest to przykład sztuki art déco.